# Aktieägartillskott
Aktieägartillskott är när aktieägare lämnar tillskott av eget kapital till ett aktiebolag. 
Syftet med ett aktieägartillskott är att få in nytt eget kapital till bolaget, till exempel om bolagets eget kapital är helt eller delvis förbrukat, eller vid andra fall av kapitalbehov. 
Aktieägartillskott är villkorade eller ovillkorade, och skillnaden är att vid villkorade aktieägartillskott har aktieägaren gentemot övriga aktieägare förbehållit sig rätten att få återbetalning av aktieägartillskottet under vissa förutsättningar, vilket innebär att tillskottet rent ekonomiskt (men inte redovisningstekniskt) kan ses som ett lån. Ett vanligt återbetalningsvillkor är att återbetalning skall ske om det finns fritt eget kapital i bolaget, eller, om bolaget likvideras, att återbetalning skall ske innan återstående eget kapital skiftas ut till aktieägarna. Jämfört med ett lån till bolaget utgår inte ränta vid ett villkorat aktieägartillskott (ränta kan dock utgå, men räknas då som vinstutdelning). Om det villkorade tillskottet sker till aktieägarna istället för till bolaget beslutas om återbetalning på bolagsstämma (det röstas alltså om huruvida kapitalet skall betalas tillbaka eller ej). 
För ovillkorade aktieägartillskott saknas rätt till återbetalning (men eftersom tillskottet räknas som fritt eget kapital kan det informellt betalas tillbaka genom utdelning). 
Om tillskott lämnas av annan än aktieägare talas om kapitaltillskott, vilka kan vara villkorade eller ovillkorade på samma sätt som aktieägartillskott.
För mer bakgrund, se http://svjt.se/svjt/1994/519